# علي صائب
علي صائب بن فرحان الشيخ موسى (1871-1956)، أديب وعالم لغوي وصحفي سوري، يعتبر أحد أعلام الفكر والأدب في منطقة وادي الفرات، أتقن عدة لغات غير العربية مما مكنه من الاطلاع على معارف الأقوام الأخرى بلغاتهم،عمل في مجال الصحافة في «دير الزور» فكان له السبق في هذا الميدان، ترك مجموعة كبيرة من المؤلفات.

## مولده ونشأته
ولد علي صائب في دير الزورعام 1870 من أسرة تنتمي إلى عشيرة أبي رباح، تلقى المبادئ الأساسية في العلوم في مدينة القسطنطينية وحصل على إجازة في العلوم الشرعية، درس علوم الشرعية الإسلامية وعلوم اللغة العربية على يد الشيخ حسين الأزهري، وقد عرف عنه اتقانه بشكل جيد عدة لغات منها اللغة الفارسية واللغة التركية، رشح لعضوية المجمع العلمي التركي. تقلد وظائف في الدولة فعمل كقائم مقام لمدة طويلة في الحسكة وأبي كمال وأحيل على التقاعد عام 1928.
تسلم علي صائب خلال حياته المهنية العديد من الوظائف منها إدارة مكتب المتصرف التركي ثم أصبح بعد ذلك رئيساً لديوان وكتاب المحافظة، أصدر في عام 1917 م جريدة "الجول" والتي تعني الصحراء أو بمعنى أدق "البادية باللهجة المحكية الديرية".

## أعماله الأدبية
ألف قبل وفاته عدة كتب منها:
- معجم الصائب ويتألف من أحد عشر جزءاً مخطوطاً، وقد حاز إعجاب عيسى إسكندر المعلوف.[2]
- المنهل وهو عشرة أجزاء، يبحث في قضايا تاريخية وأدبية واجتماعية، ولا يزال مخطوطاً.
- حياة (محمد) ﷺ
- حياة (المسيح)
- القبائل العربية
- التاريخ
- من يتكنون بالآباء، ومن يتكنون بالأبناء.

## وفاته
توفي في يوم الإثنين الثاني من شهر تموز سنة 1956م ودفن في دير الزور.

## حياته الخاصة
أنجب المحامي "راغب" وقد توفي قبل والده، والدكتور "آصف صائب"، وسعد صائب الألمعي، والمحامي ضياء صائب.